# ستيفن باترسون (سياسي بريطاني)
ستيفن باترسون هو عضو المجلس المحلي ‏ وسياسي بريطاني، ولد في 25 أبريل 1975 في Cambusbarron ‏ في المملكة المتحدة. نشط حزبياً في الحزب الوطني الإسكتلندي. في الانتخابات العامة في المملكة المتحدة 2015، انتخب عضو البرلمان السادس والخمسين للمملكة المتحدة ‏ عن دائرة ستيرلينغ وقد انضم خلال فترته النيابية ‏ (7 مايو 2015 – 3 مايو 2017) للكتلة البرلمانية الحزب الوطني الإسكتلندي.